# 嚴美溪

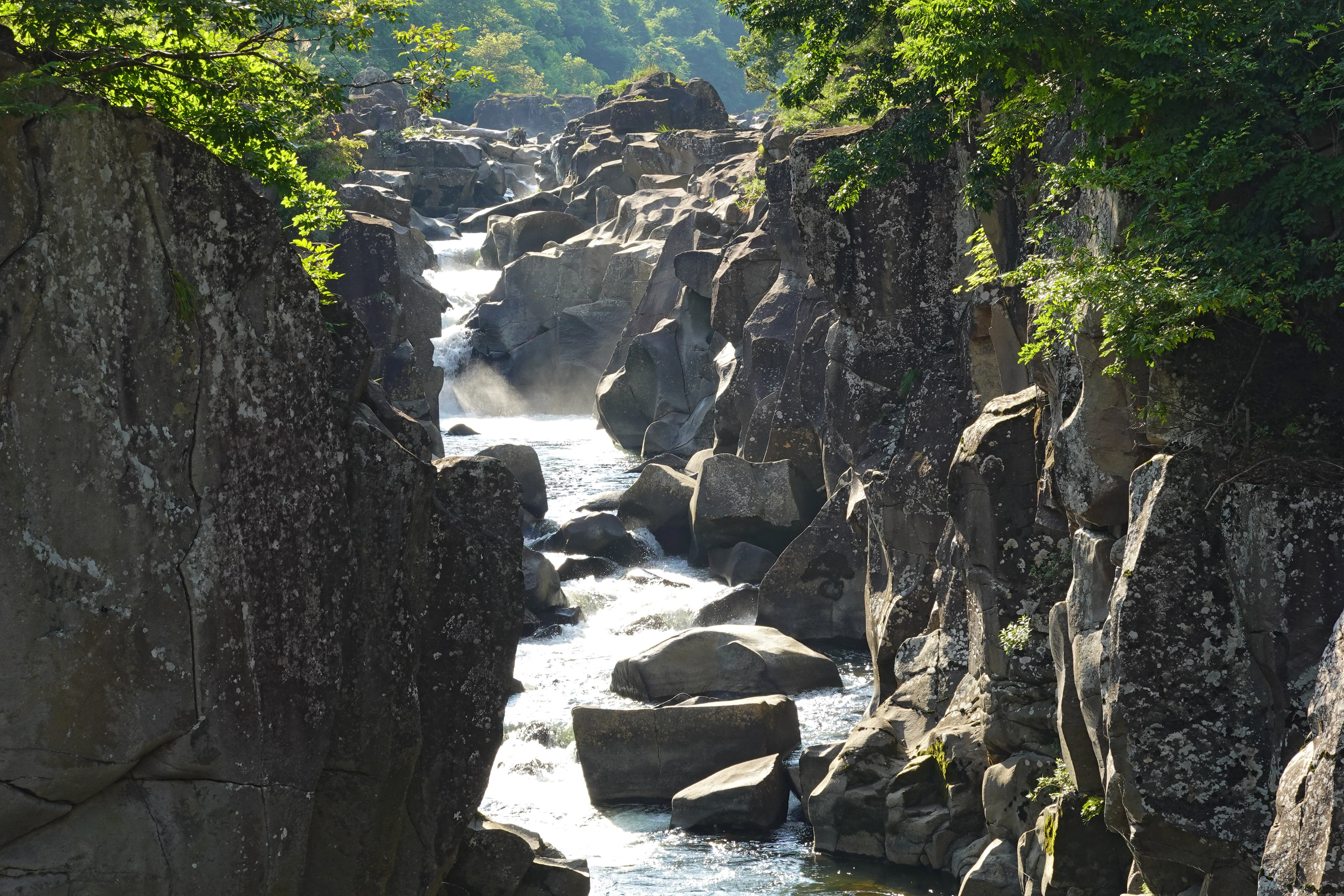
嚴美溪

嚴美溪（日语：厳美渓、げんびけい）是位於岩手縣一關市磐井川中流的溪谷，以栗駒山為水源，全長2公里。嚴美溪在1927年被指定為名勝及天然記念物。一關市東部還有同樣被列為名勝的溪谷猊鼻溪，兩者日文發音相近。1877年8月，明治天皇曾到訪此地。

## 外部連結
- 厳美渓レストハウス（页面存档备份，存于）
- YouTube上的【探訪】厳美渓 透き通った渓流と名物団子 岩手県一関市 産経新聞撮影

38°56′35.3″N 141°3′2.4″E / 38.943139°N 141.050667°E